# Teburoro Tito

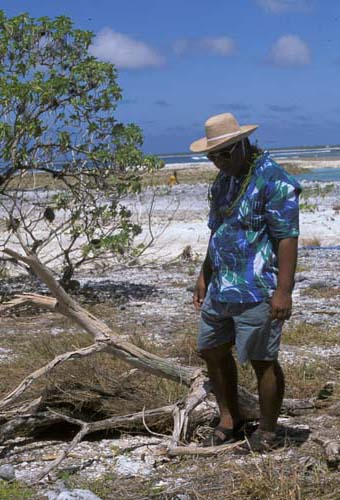
Teburoro Tito

Teburoro Tito (* 25. August 1953 auf Tabiteuea), in neuerer Schreibung auch Tiito [si:to], war vom 1. Oktober 1994 bis zum 4. Juli 2003 Staats- und Regierungschef sowie Außenminister der Republik von Kiribati. Er ist Mitglied der Partei Boutokaan Te Koaua (Pillars of Truth).

## Aufgaben und Ziele seiner Regierung
Programmatische Ziele seiner Regierung waren eine weniger rasche Bevölkerungszunahme, die zu Arbeitslosigkeit und Landknappheit geführt hatte, und die Modernisierung des staatlichen Fischereiwesens. Weitere wichtige Themen während seiner Regierungszeit waren die wachsende Verschuldung des Landes sowie die Trinkwasserknappheit.

## Einige Ereignisse während seiner Regierungszeit
Tito appellierte 1996 eindringlich an die Industriestaaten, ihren Kohlendioxidausstoß drastisch zu verringern, um ein weiteres Ansteigen des Meeresspiegels zu stoppen. Da die meisten Inseln Kiribatis nur wenige Meter aus dem Wasser ragen, wird ihre Überflutung bis Mitte des 21. Jahrhunderts befürchtet.
Obwohl die Auslandsverschuldung Kiribatis in seiner Regierungszeit auf rund elf Millionen Australische Dollar anwuchs, wurde Tito am 27. November 1998 in direkten Wahlen mit knapp 53 Prozent der abgegebenen Stimmen als Staats- und Regierungschef von Kiribati bestätigt.
Am 1. Januar 2000 wurde auf der Hauptinsel des Caroline-Atolls, einem Atoll am Rande Kiribatis, unter seiner Führung das neue Jahrtausend mit einer groß angelegten Feier begonnen.
Am 10. Mai 2002 hielt Tito eine Rede vor den Vereinten Nationen (UN).
Am 5. Juli 2003 ersetzte ihn Anote Tong als Staats- und Regierungschef sowie als Außenminister von Kiribati.

## Privates
Sein Bruder ist Koru Tito (1960–2022); er war ein römisch-katholischer Geistlicher und designierter Bischof von Tarawa und Nauru.